# Belgische kampioenschappen indoor atletiek 2016
In 2016 werden de Belgische kampioenschappen indoor atletiek Alle Categorieën gehouden op zaterdag 20 februari in Gent.

## Uitslagen

### 60 m
| rang   | atleet           | prestatie |
| ------ | ---------------- | --------- |
| Goud   | Arnout Matthijs  | 6,82 s    |
| Zilver | Yannick Meyer    | 6,87 s    |
| Brons  | Jean-Marie Louis | 6,89 s    |

| rang   | atlete               | prestatie |
| ------ | -------------------- | --------- |
| Goud   | Naomi Van den Broeck | 7,55 s    |
| Zilver | Sarah Rutjens        | 7,55 s    |
| Brons  | Charlotte Jeanne     | 7,61 s    |

### 200 m
| rang   | atleet            | prestatie |
| ------ | ----------------- | --------- |
| Goud   | Arnaud Ghislain   | 21,50 s   |
| Zilver | Christian Iguacel | 21,72 s   |
| Brons  | Adam Kalmen       | 22,30 s   |

| rang   | atlete               | prestatie |
| ------ | -------------------- | --------- |
| Goud   | Naomi Van den Broeck | 24,07 s   |
| Zilver | Lucie Ferauge        | 24,70 s   |
| Brons  | Shana Vanhaen        | 24,78 s   |

### 400 m
| rang   | atleet      | prestatie |
| ------ | ----------- | --------- |
| Goud   | Tim Rummens | 47,37 s   |
| Zilver | Seppe Thys  | 47,70 s   |
| Brons  | Samba Fall  | 48,42 s   |

| rang   | atlete           | prestatie |
| ------ | ---------------- | --------- |
| Goud   | Justien Grillet  | 54,50 s   |
| Zilver | Nenah De Coninck | 55,00 s   |
| Brons  | Riet Vanfleteren | 55,78 s   |

### 800 m
| rang   | atleet             | prestatie |
| ------ | ------------------ | --------- |
| Goud   | Eliott Crestan     | 1.52,81   |
| Zilver | Laurens Schockaert | 1.52,89   |
| Brons  | Victor Benschop    | 1.54,41   |

| rang   | atlete             | prestatie |
| ------ | ------------------ | --------- |
| Goud   | Rani Nagels        | 2.10,48   |
| Zilver | Yentl Vandenberghe | 2.13,91   |
| Brons  | Jessie Raes        | 2.14,99   |

### 1500 m
| rang   | atleet           | prestatie |
| ------ | ---------------- | --------- |
| Goud   | Tarik Moukrime   | 3.56,38   |
| Zilver | Jérôme Kahia     | 3.57,29   |
| Brons  | Joachim Cardillo | 3.59,10   |

| rang   | atlete           | prestatie |
| ------ | ---------------- | --------- |
| Goud   | Charlotte Jacobs | 4.25,69   |
| Zilver | Sara Segers      | 4.36,65   |
| Brons  | Lynn Dekeyser    | 4.42,43   |

### 3000 m
| rang   | atleet              | prestatie |
| ------ | ------------------- | --------- |
| Goud   | Dieter Kersten      | 8.12,67   |
| Zilver | Cedric Van de Putte | 8.25,52   |
| Brons  | Dries De Smet       | 8.27,02   |

### 5000 m snelwandelen/3000 m snelwandelen
| rang   | atleet         | prestatie |
| ------ | -------------- | --------- |
| Goud   | Dirk Bogaert   | 25.55,94  |
| Zilver | Peter Van Hove | 26.49,73  |
| Brons  | Ludwig Renard  | 27.25,18  |

| rang   | atlete            | prestatie |
| ------ | ----------------- | --------- |
| Goud   | Liesbeth De Smet  | 16.59,00  |
| Zilver | Virginie Boudart  | 23.22,50  |
| Brons  | Katrien Van Ammel | 24.54,06  |

### 60 m horden
| rang   | atleet             | prestatie |
| ------ | ------------------ | --------- |
| Goud   | Damien Broothaerts | 7,69 s    |
| Zilver | Quentin Ruffacq    | 7,88 s    |
| Brons  | Thomas Durant      | 7,99 s    |

| rang   | atlete           | prestatie |
| ------ | ---------------- | --------- |
| Goud   | Eline Berings    | 8,19 s    |
| Zilver | Dorien Van Diest | 8,35 s    |
| Brons  | Axelle Dauwens   | 8,47 s    |

### Verspringen
| rang   | atleet            | prestatie |
| ------ | ----------------- | --------- |
| Goud   | Corentin Campener | 7,70 m    |
| Zilver | Cedric Nolf       | 7,68 m    |
| Brons  | Jeroen Vanmulder  | 7,68 m    |

| rang   | atlete           | prestatie   |
| ------ | ---------------- | ----------- |
| Goud   | Nafissatou Thiam | 6,51 m (NR) |
| Zilver | Hanne Maudens    | 6,14 m      |
| Brons  | Jolien Leemans   | 6,00 m      |

### Hink-stap-springen
| rang   | atleet            | prestatie |
| ------ | ----------------- | --------- |
| Goud   | Leopold Kapata    | 15,39 m   |
| Zilver | Didrick Nsomwe    | 14,25 m   |
| Brons  | Yves Pausenberger | 14,23 m   |

| rang   | atlete        | prestatie |
| ------ | ------------- | --------- |
| Goud   | Elsa Loureiro | 11,97 m   |
| Zilver | Stefie Mievis | 11,84 m   |
| Brons  | Maaike Garré  | 11,79 m   |

### Hoogspringen
| rang   | atleet            | prestatie |
| ------ | ----------------- | --------- |
| Goud   | Bram Ghuys        | 2,16 m    |
| Zilver | Fabiano Kalandula | 2,07 m    |
| Brons  | Ruben Devrieze    | 2,07 m    |

| rang   | atlete            | prestatie |
| ------ | ----------------- | --------- |
| Goud   | Hanne Van Hessche | 1,77 m    |
| Zilver | Alice Mercenier   | 1,74 m    |
| Brons  | Elodie Tshilumba  | 1,71 m    |

### Polsstokhoogspringen
| rang   | atleet            | prestatie |
| ------ | ----------------- | --------- |
| Goud   | Ben Broeders      | 5,45 m    |
| Zilver | Niels Pittomvils  | 5,10 m    |
| Brons  | Sébastien Hoffelt | 4,90 m    |

| rang   | atlete         | prestatie |
| ------ | -------------- | --------- |
| Goud   | Fanny Smets    | 4,15 m    |
| Zilver | Elien De Vocht | 4,10 m    |
| Brons  | Hanne De Baene | 4,00 m    |

### Kogelstoten
| rang   | atleet         | prestatie |
| ------ | -------------- | --------- |
| Goud   | Philip Milanov | 17,29 m   |
| Zilver | Ilya Defrère   | 15,61 m   |
| Brons  | Filip Eeckhout | 15,58 m   |

| rang   | atlete             | prestatie |
| ------ | ------------------ | --------- |
| Goud   | Jolien Boumkwo     | 15,62 m   |
| Zilver | Annelies Peetroons | 14,48 m   |
| Brons  | Sophie Verlinden   | 13,42 m   |

1985 ·
1986 ·
1987 ·
1988 ·
1989 ·
1990 ·
1991 ·
1992 ·
1993 .
1994 ·
1995 .
1996 ·
1997 ·
1998 .
1999 ·
2000 .
2001 · 
2002 · 
2003 · 
2004 · 
2005 · 
2006 · 
2007 · 
2008 · 
2009 · 
2010 · 
2011 · 
2012 · 
2013 · 
2014 ·
2015 ·
2016 ·
2017 ·
2018 ·
2019 ·
2020 ·
2021 ·
2022 ·
2023 ·
2024 ·
2025